# Bar Spoiler
Bar Spoiler é uma cadeia de gastrobares e restaurantes temáticos de séries, filmes e novelas com unidades em Porto Alegre, São Paulo e Florianópolis. O primeiro Bar Spoiler foi fundado em 2017, em Porto Alegre. Os pratos e drinks fazem referências a séries como Friends, Breaking Bad, Dexter, Stranger Things, House of the Dragon, Euphoria e outros títulos. Cada bar contém uma parede com comentários ou spoilers sobre séries em post-its. A empresa expande no modelo de franquia.